# Aaptos aaptos
Espèce
Aaptos aaptos est une éponge qui s'avère être très toxique pour la plupart des spongivores car elle contient des molécules bloqueuses des récepteurs adrénergiques.
Elles sont néanmoins consommées par les tortues imbriquées et par le Umbraculum umbraculum.

## Répartition géographique
On la trouve dans la mer Méditerranée, notamment dans l'Adriatique.

## Taxinomie
Eduard Oscar Schmidt la décrit en 1864 sous le protonyme de Ancorina aaptos dans son ouvrage Supplement der Spongien des adriatischen Meeres.